# 汉斯·格鲁内
汉斯·格鲁内（德語：Hans Gruhne，1988年8月5日—），德国男子赛艇运动员。他曾代表德国参加2008年、2016年和2020年夏季奥林匹克运动会赛艇比赛，其中2016年奥运会获得一枚金牌。